# Bahnhof Krems an der Donau

Der Bahnhof Krems an der Donau ist ein Durchgangsbahnhof und Bahnknotenpunkt im niederösterreichischen Zentralraum. Er wurde 1872 eröffnet und ist der Endpunkt einer elektrifizierten Abzweigung der Franz-Josefs-Bahn (eröffnet 1872, elektrifiziert 1982) und Ausgangspunkt der nicht elektrifizierten Strecken nach St. Pölten Hauptbahnhof (eröffnet 1879) und in die Wachau (Donauuferbahn; eröffnet 1909).

## Geschichte
Der erste Kremser Bahnhof wurde gemeinsam mit der Anschlussstrecke an die Franz-Josefs-Bahn am 10. Jänner 1872 eröffnet.

### Neubau 1945–1951

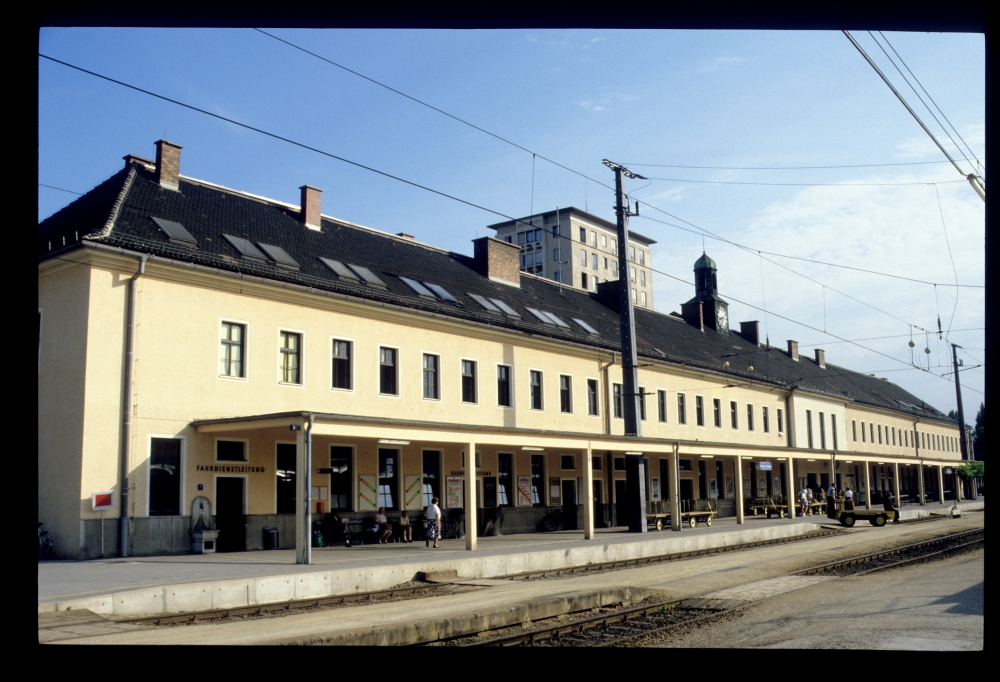
Bahnhof im Jahr 1986

Am 2. April 1945 wurde der Bahnhof Krems durch Bombentreffer vollständig zerstört. Im August 1946 wurde gemeldet, dass die Pläne für den Neubau eines modernen Bahnhofs dem Gemeinderat vorgelegt wurden. Die feierliche Eröffnung erfolgte am 2. Juni 1951 unter Beisein des zuständigen Verkehrsminister Karl Waldbrunner, dem damaligen Staatssekretär und späteren ÖBB-Generaldirektor Vinzenz Übeleis und dem niederösterreichischen Landeshauptmann-Stellvertreter August Kargl. Im Jahr 1977 erfolgte eine Umgestaltung der Kassenhalle.

### Umbau 2002–2004
Der Bahnhof wurde im Rahmen der sogenannten „Bahnhofsoffensive“ zwischen September 2002 und September 2004 umgebaut. Die Bahnhofshalle wurde renoviert, der Fahrkartenschalter durch ein Reisezentrum ersetzt. Der Hausbahnsteig (Bahnsteige 1,11 und 21) erhielt eine neue Überdachung und wurde neu gepflastert. Es wurden zwei Aufzüge eingebaut um einen barrierefreien Zugang zu allen Bahnsteigen und dem Parkdeck zu ermöglichen. Der neu gestaltete Bahnhof wurde im September 2004 eröffnet. 
Der Vorplatz wurde zusammen mit dem Busbahnhof von der Stadt Krems nach Plänen von 
Boris Podrecca umgestaltet und zeigt seit 1999 eine Lichtskulptur von Michelangelo Pistoletto.

## Verkehr

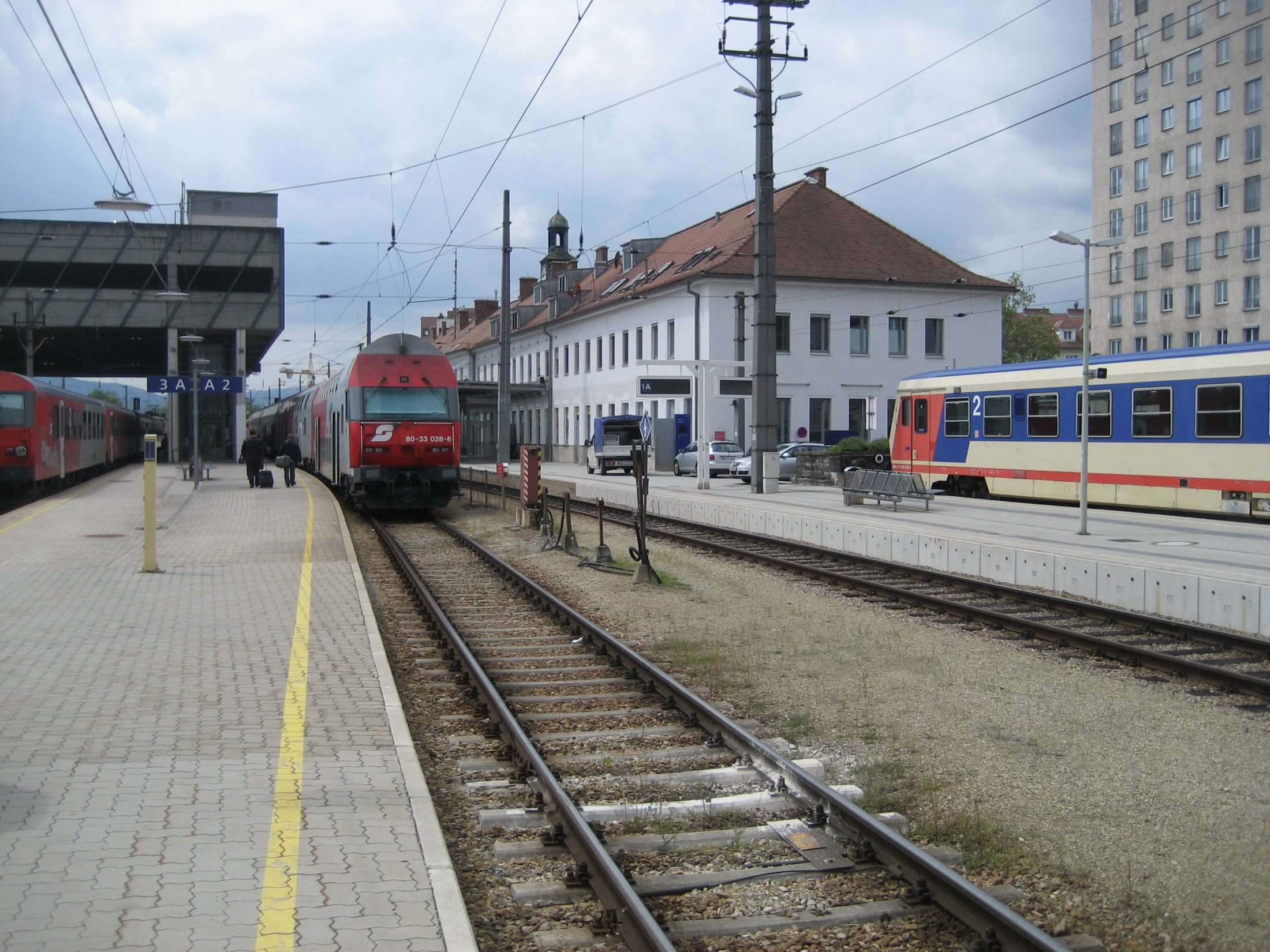
Bahnsteige Richtung Absdorf-Hippersdorf, Wien und Sigmundsherberg (von links)

### Zugverkehr
Die wichtigste Verbindung sind die zumindest stündlich, verstärkt im 30-Minuten-Takt verkehrenden Regional-Express-Züge (REX) zum Wiener Franz-Josefs-Bahnhof. Außerdem verkehren stündlich Regionalzüge nach St. Pölten, Emmersdorf bzw. Spitz/Donau (Donauuferbahn bzw. Wachaubahn), Horn und weiter nach Sigmundsherberg (Kamptalbahn).
Auf der östlichen Donauuferbahn zwischen Krems und Emmersdorf verkehren unter dem Markennamen Wachaubahn im Sommerhalbjahr Planzüge mit touristischem Charakter betrieben von der Niederösterreichische Verkehrsorganisationsgesellschaft. Ausgenommen davon sind Phasen des Donauhochwassers, wo die Wachaubahn auch öffentlichen Personennahverkehr anbietet.
| Linie      | Strecke                                                | Takt (min)                        | Fahrzeugeinsatz                                    | Anmerkung                                                                  |
| ---------- | ------------------------------------------------------ | --------------------------------- | -------------------------------------------------- | -------------------------------------------------------------------------- |
| REX4       | Krems – Tulln an der Donau – Wien Franz-Josefs-Bahnhof | ~60                               | ÖBB 1144 mit Nahverkehrs-Doppelstockwagen der ÖBB  | zu Stoßzeiten dichtere Intervalle                                          |
| R44 REX44  | Krems – Herzogenburg – St. Pölten                      | ~60                               | ÖBB 5047, ÖBB 2016 mit Cityshuttle-Wagen, ÖBB 5022 | zu Stoßzeiten dichtere Intervalle, Züge meist aus Horn kommend             |
| R44 REX44  | Krems – Horn (– Sigmundsherberg)                       | ~60                               | ÖBB 5047, ÖBB 5022                                 | zu Stoßzeiten dichtere Intervalle, Züge meist aus St. Pölten kommend       |
| Wachaubahn | Krems – Emmersdorf an der Donau                        | vier Zugpaare (täglich im Sommer) | RegioSprinter                                      | Wachaubahn: seit 2010 nur mehr saisonaler Touristikbetrieb (März–November) |

### Busverkehr

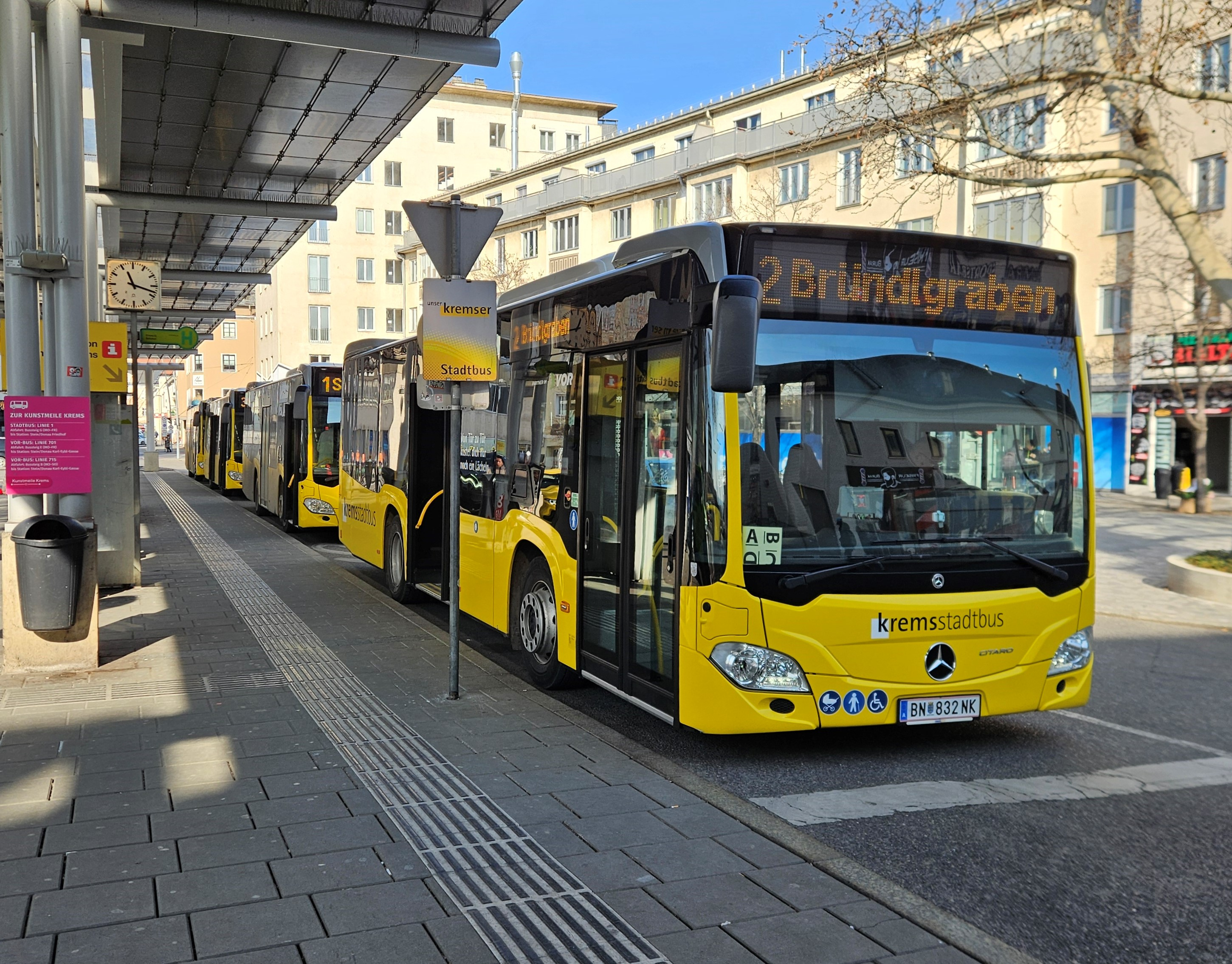
Kremser Stadtbusse am Bahnhofsvorplatz (2025)

Am Busbahnhof Krems starten zahlreiche regionale Buslinien der ÖBB-Postbus GmbH. Die Busse erschließen das Umland von Krems (Langenlois, Senftenberg, Egelsee), das Waldviertel (Zwettl), die Wachau (Melk) und die südlich der Donau gelegenen Stadtteile Krems und Nachbargemeinden wie Furth bei Göttweig, Mautern an der Donau oder Paudorf.
Stadtbus Krems
Der Bahnhof ist Ausgangspunkt aller sieben städtischen Buslinien, die von Montag bis Samstag im 30- bzw. 60-Minuten-Takt verkehren. Sie erschließen unterschiedliche nördlich der Donau gelegene Stadtteile von Krems. (Stand: Fahrplan 2025)
| Linie   | Strecke                                                                                     | Takt (min) |
| ------- | ------------------------------------------------------------------------------------------- | ---------- |
| Linie 1 | Bahnhof – Sportmeile/Badearena – Stein/Kunstmeile – Förthof – Kremser Altstadt – Bahnhof    | 30         |
| Linie 2 | Bahnhof – Mitterau – Weinzierl – Bründlgraben – Kremser Altstadt – Bahnhof                  | 30         |
| Linie 3 | Bahnhof – Lerchenfeld – Wiener Brücke – Altstadt – Bahnhof                                  | 30         |
| Linie 4 | Bahnhof – Steiner Tor – Pfarrplatz/Hoher Markt – Rehberg – Bahnhof                          | 30         |
| Linie 5 | Bahnhof – Altstadt – Gneixendorf – Wiener Straße – Bahnhof                                  | 60         |
| Linie 6 | Bahnhof – Altstadt Krems – Am Steindl/Kraxenweg – Bahnhof                                   | 60         |
| Linie 7 | Bahnhof – Mitterau – Weinzierl – Lerchenfeld – Krems Ost (Gewerbepark) – Mitterau – Bahnhof | 60         |

## Bahnhof

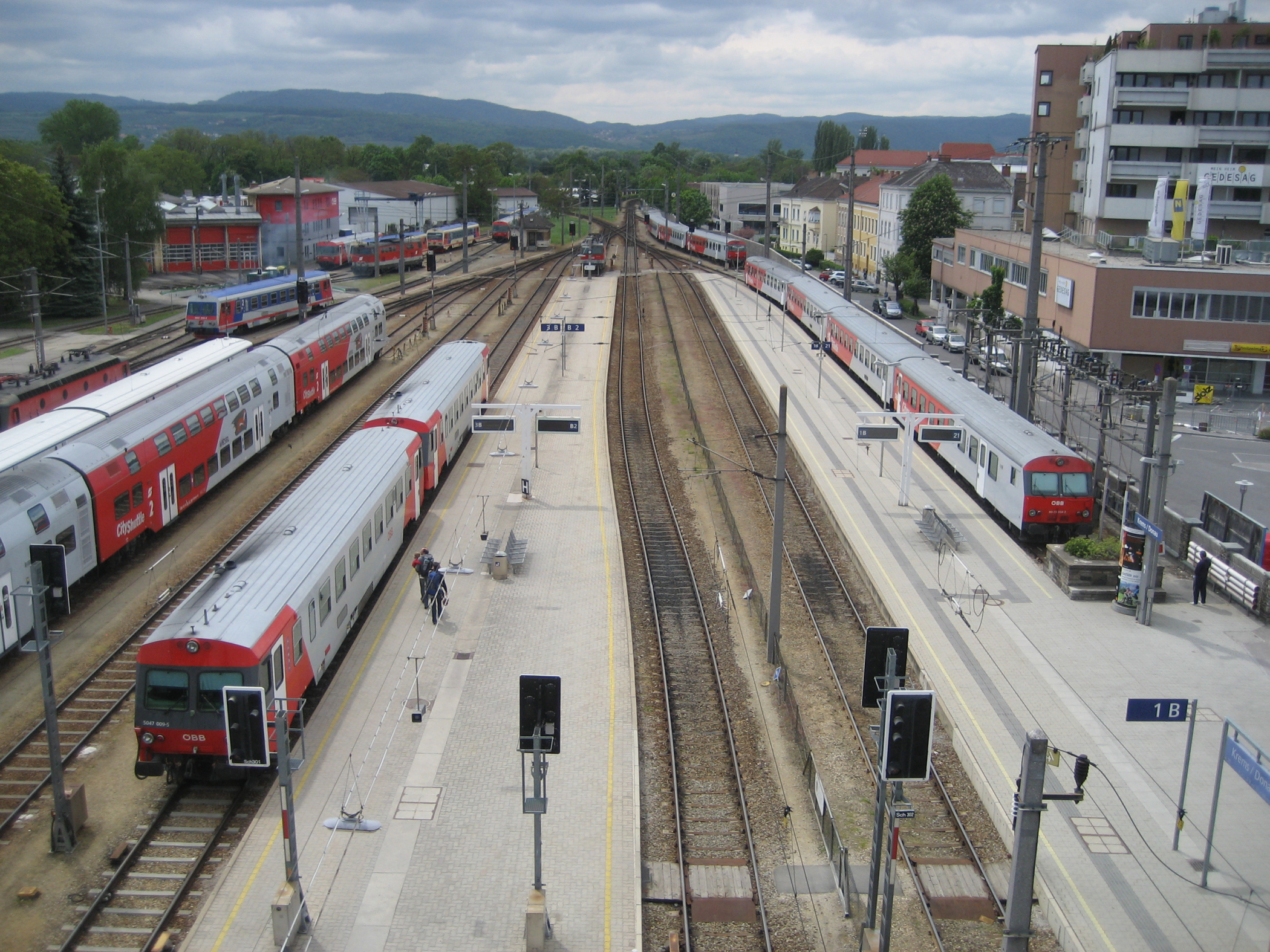
Die Bahnsteige Richtung St. Pölten und Emmersdorf an der Donau

Der Bahnhof verfügt über zwei Bahnsteige (Haus- und Inselbahnsteig) und fünf Bahnsteigkanten (unterteilt in Sektoren). Die Züge Richtung Wien und auf der Kamptalbahn fahren in der Regel vom Bahnsteig 2A oder 3A ab, die Züge Richtung Horn und Sigmundsherberg vom Bahnsteig 1A oder 11, die Züge nach Spitz, Emmersdorf und St. Valentin fuhren bis zur Einstellung der Donauuferbahn vom Bahnsteig 1B, 2B oder 21 und die Züge nach St. Pölten Hauptbahnhof fahren vom Bahnsteig 3B oder 21 ab. Es gibt jedoch Ausnahmen.
Am Bahnhofsvorplatz befindet sich der Busbahnhof für regionale Buslinien und eine Kurzparkzone (länger Parkende müssen in das Parkdeck fahren). Der Taxistandplatz und die Haltestelle der Stadtbuslinien sind durch eine Überdachung wettergeschützt zu erreichen.
Der Bahnhof verfügt über ein Parkhaus mit kostenlosen Stellplätzen (Park&Ride) für Inhaber von Tickets des öffentlichen Verkehrs. Alle Bahnsteige und das Parkdeck sind mittels Aufzügen barrierefrei zu erreichen.
Neben dem Bahnhofsgebäude befinden sich überdachte Fahrradabstellanlagen welche 2024/2025 saniert und erweitert wurden.
In der Bahnhofshalle befinden sich ein Mini-Markt, ein Handyshop, das Reisezentrum der ÖBB und ein Fahrkartenautomat. Der Mini-Markt hat auch sonntags geöffnet. Im Keller des Bahnhofsgebäudes ist die Kegelbahn des ebenfalls dort ansässigen ESV Krems untergebracht.

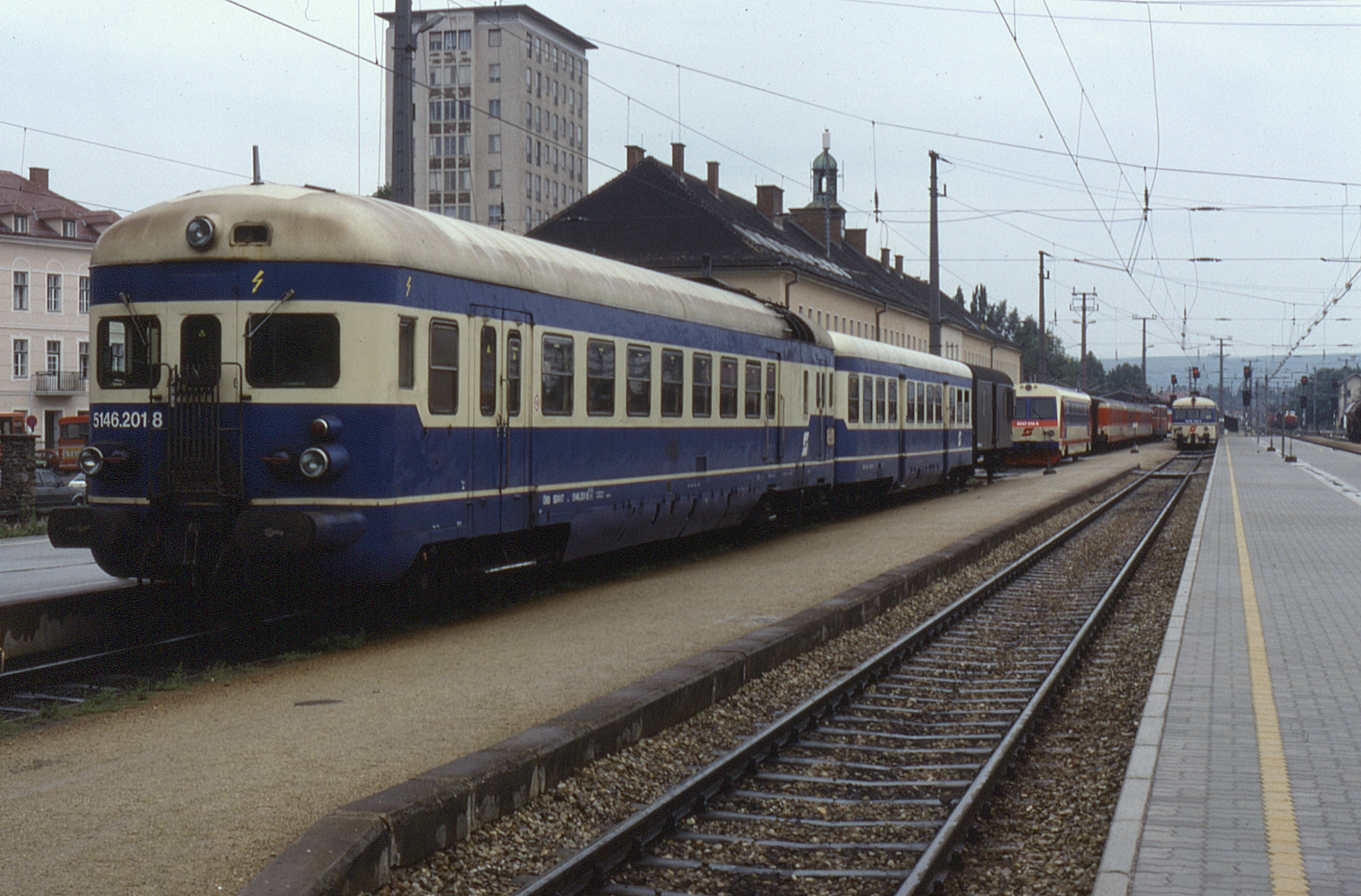
Der Bahnhof im Jahr 1988 vor dem Bau des Parkdecks
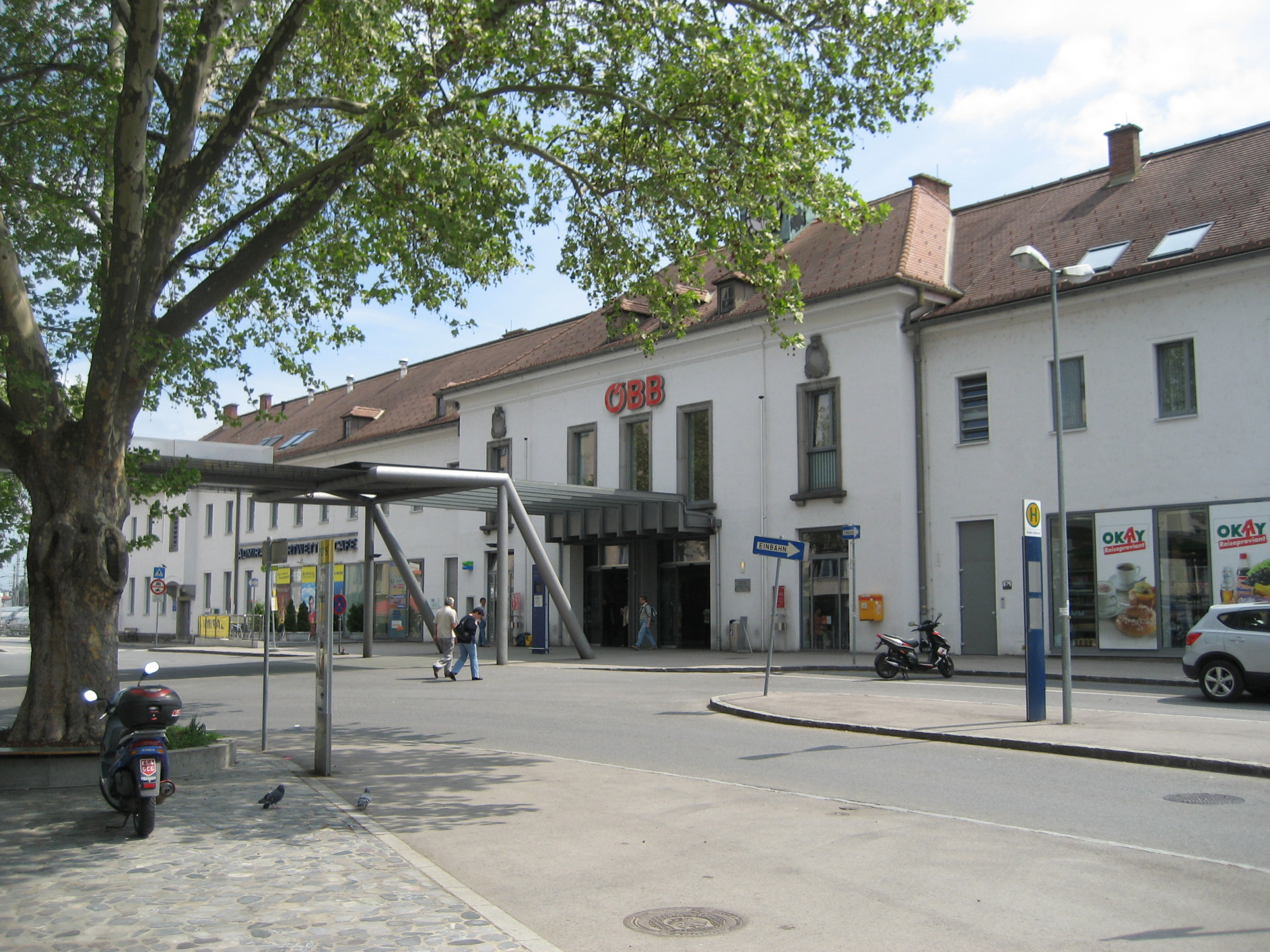
Das Bahnhofsgebäude mit dem erneuerten Vorplatz
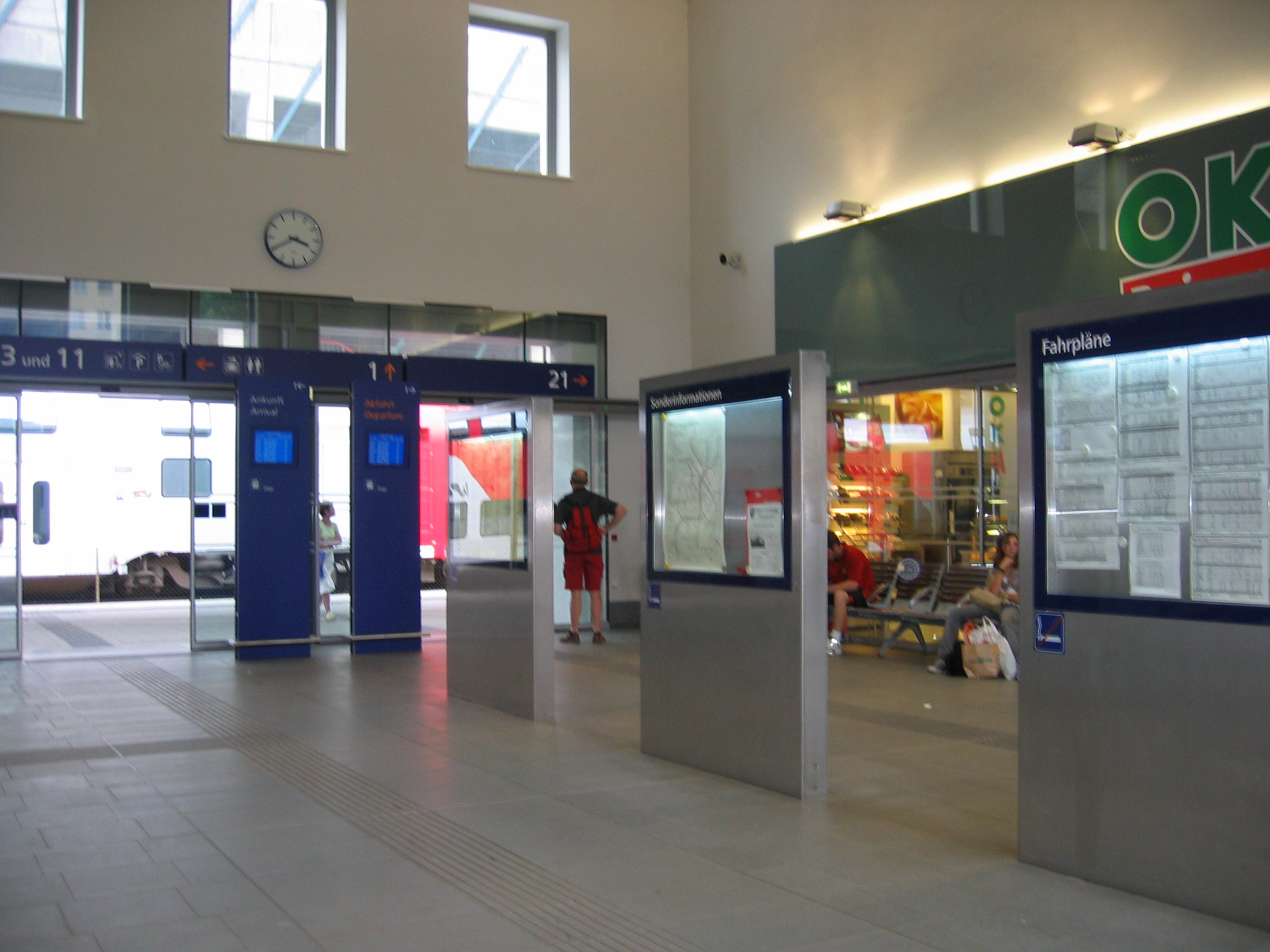
Die Bahnhofshalle nach dem Umbau
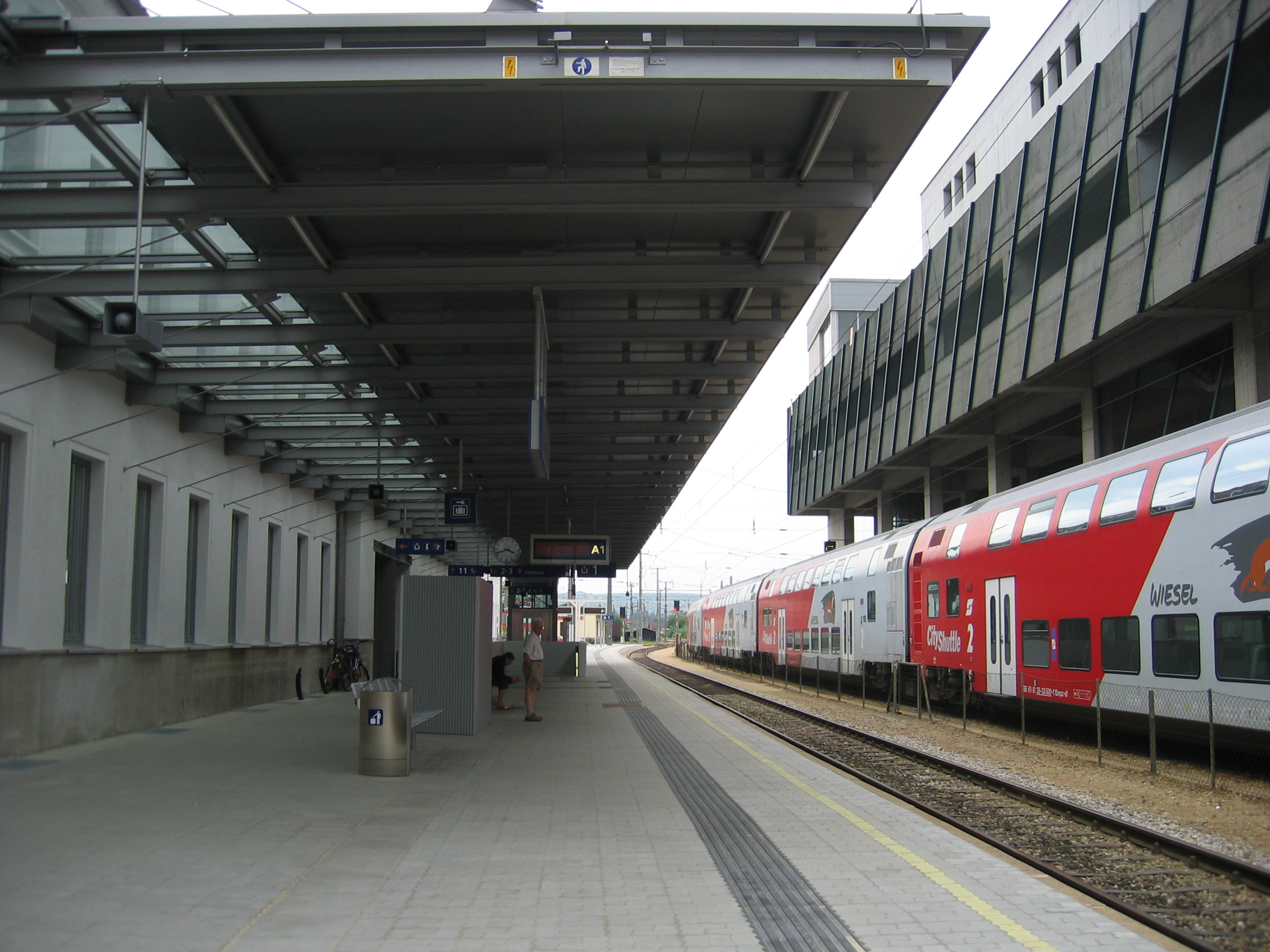
Der Hausbahnsteig
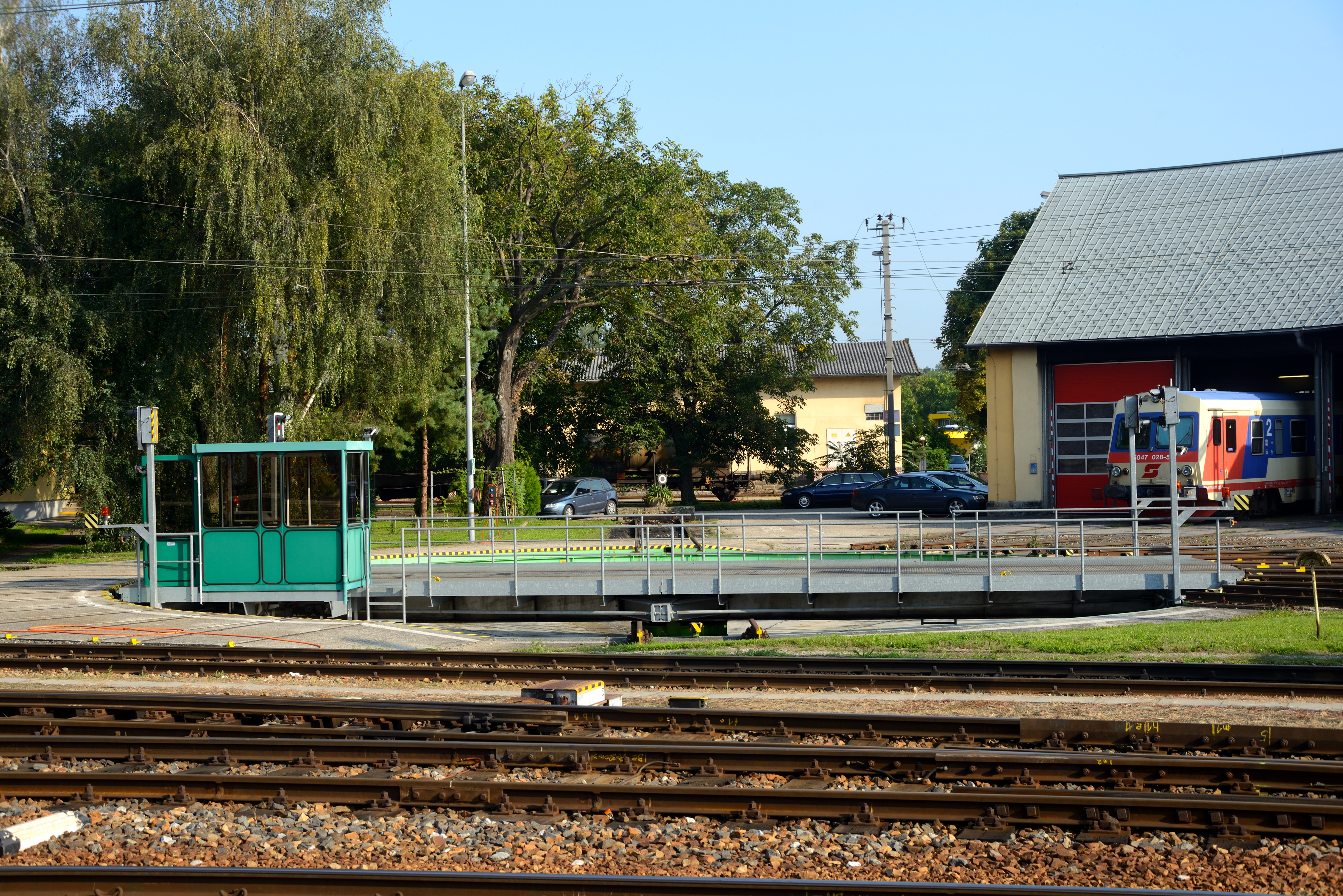
Drehscheibe in der Traktion (vormals Zugförderung)
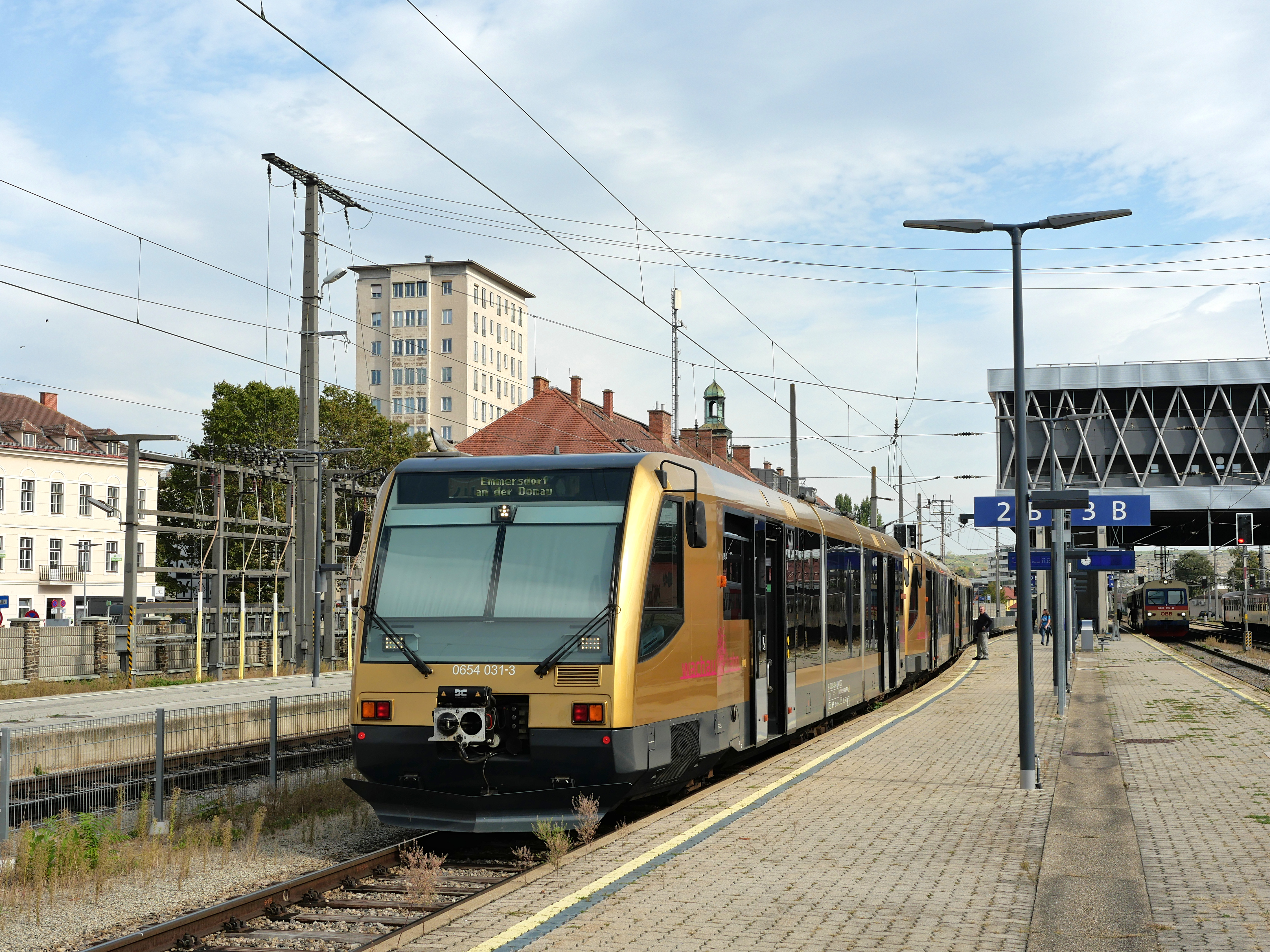
Triebwagen der Wachauer Bahn der NÖVOG
Gleisplan Krems